# Josée Néron
Josée Néron est une comptable et femme politique québécoise.
Conseillère de la ville de Saguenay de 2013 à 2017, elle est mairesse de la ville de 2017 à 2021.

## Biographie
Mère de cinq enfants, elle occupe des fonctions de comptable-contrôleure et gestionnaire du Centre dentaire et d'implantologie Desautels de Saguenay depuis bientôt 30 ans. Elle a été également professeure en techniques administratives au Cégep de Chicoutimi, directrice générale de l'Académie de ballet du Saguenay et agent financier au gouvernement fédéral.
Élue comme conseillère municipale à l'élection de novembre 2013, dans le district 14 de la ville de Saguenay, sous la bannière du parti de l'Équipe du renouveau démocratique (d), elle accède à la mairie de Saguenay en lors de l'élection de novembre 2017, devenant ainsi la première femme à exercer cette fonction,. Elle conserve une longue avance face à son proche rival, l'ancien ministre conservateur, Jean-Pierre Blackburn qui récolte 27 %, suivi du comptable Arthur Gobeil avec 17 % des votes et suivi du candidat du Parti des Citoyens de Saguenay, parti de l'ancien maire Jean Tremblay, avec 6 % des voix. Représentant sa  formation politique, elle fait élire autour de la table trois conseillers dont, Brigitte Bergeron (district 10), Marc Bouchard (district 11) et Michel Potvin (district 12). Ce dernier avait déjà tenté de déloger le maire Jean Tremblay aux élections municipales de 2009. Elle est assermentée le 13 novembre et succède à Jean Tremblay, qui était en poste depuis la fusion de 2002.
Elle est battue lors de sa tentative de réélection en 2021.